# Koba Kurtanidse
Koba Kurtanidse (georgisch კობა კურტანიძე; * 13. Oktober 1964 in Gori, Georgische SSR; † 6. Dezember 2005 in Gori, Georgien) war ein sowjetischer Judoka, der meist im Halbschwergewicht antrat. Er gewann 1989 den Weltmeistertitel sowie 1987 und 1989 den Europameistertitel.

## Sportliche Karriere
Koba Kurtanidse trat meist im Halbschwergewicht an, der Gewichtsklasse bis 95 Kilogramm. Von 1985 bis 1991 gewann er in dieser Gewichtsklasse sieben sowjetische Meistertitel in Folge.
1984 war Kurtanidse Dritter bei den Junioreneuropameisterschaften und bei den Weltmeisterschaften der Studierenden. Anfang 1985 erreichte er das Finale beim Tournoi de Paris und unterlag dem Deutschen Günther Neureuther. Im September 1985 gewann er eine Bronzemedaille bei der Universiade in Kobe. 1986 erreichte er das Halbfinale bei den Europameisterschaften in Belgrad. Nach seiner Niederlage gegen den Franzosen Roger Vachon unterlag er im Kampf um eine Bronzemedaille Jiří Sosna aus der Tschechoslowakei. Im Jahr darauf bei den Europameisterschaften in Paris bezwang Kurtanidse im Halbfinale den Belgier Robert Van de Walle und im Finale den Franzosen Roger Vachon. Bei den Weltmeisterschaften in Essen schied er im Viertelfinale gegen den Westdeutschen Marc Meiling aus.
Im Olympiajahr 1988 siegte Kurtanidse im Februar bei den sowjetischen Meisterschaften und verpasste dann den Rest der Saison. Erst Ende des Jahres war er wieder auf der Matte zu sehen und siegte bei den Weltmeisterschaften der Studierenden. Bei den Europameisterschaften 1989 in Helsinki bezwang Kurtanidse im Viertelfinale Marc Meiling, im Halbfinale den Niederländer Theo Meijer und im Finale Jiří Sosna. Fünf Monate später fanden in Belgrad die Weltmeisterschaften 1989 statt. Kurtanidse besiegte im Viertelfinale den Isländer Bjarni Friðriksson und im Halbfinale den Franzosen Stéphane Traineau. Den Weltmeistertitel gewann er mit dem Finalsieg über den Mongolen Odvogin Baljinnyam. Bei den Europameisterschaften 1990 in Frankfurt am Main unterlag Kurtanidse im Halbfinale Marc Meiling. Im Kampf um Bronze besiegte er Theo Meijer. Auch bei den Goodwill Games gewann er 1990 eine Bronzemedaille.